# Barremolen
De Barremolen is een poldermolen aan de Burgemeester Smeetsweg bij Zoeterwoude-Rijndijk, in de Nederlandse provincie Zuid-Holland. De molen dateert uit 1652 en is gebouwd ten behoeve van de bemaling van de Oude Groenendijksche- of Barrepolder. De molen was na de buitengebruikstelling tot 1971 in het bezit van de Rijnlandse Molenstichting. In dat jaar werd hij verkocht aan de firma Heineken, die op het terrein een brouwerij heeft. De polder is vrijwel geheel bebouwd en de boezem is afgedamd, de Barremolen is nu maalvaardig in circuit.
De Barremolen bevindt zich op het terrein van de Heineken brouwerij en is niet te bezoeken.